# باسدینو
باسدینو (به لاتین: Basòdino) یک کوه در سوئیس است که در کانتون تیچینو واقع شده‌است. باسدینو ۳٬۲۷۳ متر بالاتر از سطح دریا واقع شده‌است.